# Huddersfield
Huddersfield è un’antica città di mercato del Regno Unito sede del borgo metropolitano di Kirklees, nella contea inglese del West Yorkshire.
Si trova a metà strada fra Leeds e Manchester, e ad appena 16 km a sud di Bradford.
È vicino alla confluenza di due fiumi: Colne ed Holme (nella valle omonima).
Secondo il censimento del 2001 conta una popolazione residente di 146 234 abitanti.
La città è nota per il suo ruolo nella rivoluzione industriale e per lo sport: ivi nacque infatti, nel 1895, la lega degli scissionisti del rugby, che reclamavano compensi per le ore sottratte dal gioco al lavoro: la nuova disciplina, chiamata rugby league, divenne nota in italiano come rugby a 13.
La squadra di calcio è l'Huddersfield Town Football Club, fondata nel 1908 e promossa, dopo 45 anni di assenza, in Premier League al termine dell'ultima stagione 2016/17.
È anche sede universitaria ed importante centro di architettura vittoriana. La stazione ferroviaria, in Piazza San Giorgio, ha la seconda facciata più bella d'Inghilterra dopo quella della Stazione di London St Pancras ed ha ricevuto il premio Europa Nostra per l'architettura.
Il borgo, fondato dai Sassoni, è oggi una ricca città famosa per l'industria tessile.
La posizione geografica di Huddersfield consente di raggiungere facilmente il Lake District, la Scozia e città storiche quali York e Chester.
Huddersfield è una tipica città britannica, profondamente caratterizzata dalle forti tradizioni dei suoi abitanti.
Nel teatro di questa città fu messo in scena per la prima volta, l'8 luglio del 1929, il dramma pirandelliano Lazzaro.
A Huddersfield nel 1916 è nato il politico e primo ministro del Regno Unito Harold Wilson.